# Jean le Soldat
Jean  était un soldat enrôlé de force sous le règne de Julien, pour combattre les chrétiens. Refusant de maltraité les chrétiens il fut incarcéré. Converti il mourut en martyr.

## Reconnaissance posthume

### Postérité
Il est fêté le 29 juillet tant par l'Église catholique que l'Église orthodoxe. La date correspond au calendrier grégorien.

## Sources et références
1. ↑  « Saint Jean le Soldat (IVe siècle) », sur nominis.cef.fr (consulté le 20 juillet 2024)